# جودي روبنسون
جودي آن روبنسون (من مواليد 17 أبريل 1989) هي لاعبة كرة قدم سابقة كانت تلعب كلاعبة خط وسط. ولدت في جامايكا لأبوين جامايكيين، وانتقلت إلى كندا في سن الثامنة، وجنست هناك واختارت بعد ذلك اللعب دوليًا مع منتخب كندا الوطني للسيدات. مثلت كندا في نسختين من كأس العالم للسيدات (2007 و2011) وفي الألعاب الأولمبية الصيفية 2008.

## مهنة اللعب
في 11 يناير 2013، انضمت إلى وسترن نيويورك للموسم الافتتاحي للدوري الوطني لكرة القدم للسيدات.

## روابط خارجية
- جودي روبنسون على موقع الاتحاد الدولي (مؤرشف)  (الإنجليزية)
- جودي روبنسون على موقع الاتحاد الأوربي (الإنجليزية)
- جودي روبنسون على موقع اتحاد النرويج (النرويجية)
- جودي روبنسون على موقع قاعدة بيانات كرة القدم.إي يو (الإنجليزية)
- جودي روبنسون على موقع Soccerway.com (الإنجليزية)
- جودي روبنسون على موقع اللجنة الأولمبية الدولية (الإنجليزية)
- جودي روبنسون على موقع أوليمبيديا (الإنجليزية)
- جودي روبنسون على موقع اللجنة الأولمبية الكندية (الإنجليزية)